# Bleach: Heat the Soul
 (décembre 2018).
Si vous disposez d'ouvrages ou d'articles de référence ou si vous connaissez des sites web de qualité traitant du thème abordé ici, merci de compléter l'article en donnant les références utiles à sa vérifiabilité et en les liant à la section « Notes et références ».
Bleach: Heat the Soul, (BLEACH: ヒート · · ザ ソウル?) est une série de jeux de combat en cel-shading sur la PSP basé sur le manga populaire Bleach de Tite Kubo. Chaque jeu est développé par Eighting, publié par SCEI et ne sont sortis qu'au Japon.
Chaque jeu introduit des modes supplémentaires qui portent habituellement sur les suites du manga. Le joueur utilise les capacités uniques de chaque personnage pour combattre et vaincre ses adversaires.

## Système de jeu
Dans chaque jeu de la série, le joueur contrôle l'un des nombreux personnages directement en fonction de l'histoire du manga. L'objectif de chaque match est de réduire la santé de l'adversaire à zéro en utilisant des attaques de base et les techniques spéciales propres à chaque personnage. Par exemple, l'utilisation du Getsuga Tensho de Ichigo Kurosaki (qu'avec le Bankai d'Ichigo) et l'utilisation du kidō de Rukia Kuchiki. Pour certaines techniques, les personnages disposent d'une «jauge de l'esprit», qui s'épuise lors de l'exécution . La plupart des techniques ne sont pas exécutés en temps réel, et ont à la place une cinématique qui se déroule . Dans Heat the Soul 3, le joueur peut sélectionner les partenaires pour être aider dans la bataille. Chaque personnage partenaire a des capacités différentes en fonction de leurs compétences de la série. Alors que Heat the Soul 3 permet de sélectionner jusqu'à trois partenaires, Heat the Soul 4 en permet seulement deux, même si les capacités des deux peuvent être combinés pour créer des effets plus puissants.
Chaque épisode introduit de nouvelles façons de jouer à travers le mode Histoire. Heat the Soul propose un mode histoire classique, permettant au joueur de revivre tout simplement toutes les batailles importantes depuis le début de la série. Heat the Soul 2 ajoute un peu de variété à travers l'histoire individuelle de chaque personnage. Par exemple, si Ichigo Kurosaki est sélectionné, le joueur doit combattre toutes ses batailles avec le shinigami, si Byakuya Kuchiki est sélectionné, le joueur doit arrêter Ichigo et ses amis de sauver Rukia Kuchiki. Heat the Soul 3 n'utilise plus ce mode, mais plutôt les «Missions». En mode Mission, le joueur doit revivre les batailles de la série, mais doit répondre à certaines conditions, comme une limite de temps, avant de pouvoir passer à autre chose. Heat the Soul 4 utilise également le mode Mission. Selon le temps de l'achèvement et le reste de l'endurance, le joueur se voit attribuer un rang de "S" à "C". En cas d'attribution S ou A, une ramification du scénario se produit.

## Personnages jouables
Les personnages dans Bleach: Heat the Soul sont directement basés sur les personnages tirés de Bleach. À chaque sortie d'un nouvel épisode, les nouveaux personnages sont ajoutés à la sélection. Avec Heat the Soul 4, le jeu ajoute l'introduction de Shinji Hirako et l'entrée dans le Hueco Mundo, les personnages "normaux" proviennent de l'arc Arrancar.
Pour éviter toute confusion, tous les personnages seront désignés comme ils sont dans le plus récent épisode de la série, Heat the Soul 7. Il apparaît également que la plupart des personnages (sinon tous) peuvent changer de forme au cours de la bataille. Par exemple, Hollow Ichigo et Ichigo peuvent commencer un match avec Shikai et terminez en Bankai quand ils ont assez de pression spirituelle.

## Accueil
Depuis la série de jeux vidéo, aucune date de sortie en dehors du Japon n'est connue. Les commentaires sur la série et les preview de jeux vidéo sont rares.